# 目覚めたヴィーナス
「目覚めたヴィーナス」（めざめたヴィーナス）は森川美穂の16枚目のシングル。1992年6月17日に東芝EMI/EASTWORLDから発売された。

## 内容
- WOWOW『キャプテン・ドリーム』エンディングテーマと大同生命CMソングのWタイアップ曲。
- 大同生命CMでは、CM用のボーカルバージョン。

## 収録曲
1. 目覚めたヴィーナス [4:32]
作詞：有森聡美　作曲：大田黒祐司　編曲：Dr.55
  - WOWOW『キャプテン・ドリーム』エンディングテーマ
  - 大同生命CMソング
2. きらいになりたい [3:57]
作詞：青木せい子　作曲：TSUKASA　編曲：新川博

## 収録アルバム
- VOICES (#1)